# Seventeen or Bust
Seventeen or Bust (SoB) ist ein gemeinschaftliches Internet-Projekt, das sich als Aufgabe gesetzt hat, das Sierpiński-Problem zu lösen.
Seit Mitte April 2016 ist der SoB-Server nicht mehr erreichbar und damit die Zukunft des Grundprojektes ungewiss. Seine Fragestellungen werden aber wohl auch in den beiden Internet-Projekten zum Prime-Sierpiński-Problem und zum erweiterten Sierpiński-Problem mit beantwortet.

## Sierpiński-Problem
Das Problem lautet: „Welche ist die kleinste Sierpiński-Zahl?“ John L. Selfridge hat 1962 gezeigt, dass 78557 eine Sierpiński-Zahl ist. Es ist jedoch noch nicht bekannt, ob 78557 die kleinste Sierpiński-Zahl ist. Es wird aber vermutet, dass es sich um die kleinste Sierpiński-Zahl handelt. Allerdings kommen noch 17 weitere Zahlen in Frage, die allesamt kleiner wären als 78557 und somit den Titel der kleinsten Sierpiński-Zahl für sich beanspruchen könnten. Es handelt sich um folgende 17 Zahlen:
4847, 5359, 10223, 19249, 21181, 22699, 24737, 27653, 28433, 33661, 44131, 46157, 54767, 55459, 65567, 67607, 69109

## Ziel des Projekts
Das Projekt startete im März 2002. Es will beweisen, dass 78557 tatsächlich die kleinste Sierpiński-Zahl ist. Dafür muss es zeigen, dass es für alle anderen 17 oben genannten Zahlen {\displaystyle k} zumindest ein {\displaystyle n>0} existiert, sodass gilt: {\displaystyle k\cdot 2^{n}+1} ist eine Primzahl. Wird so ein {\displaystyle n} gefunden, kann die dazugehörige Zahl {\displaystyle k} keine Sierpiński-Zahl sein, denn bei einer Sierpiński-Zahl muss {\displaystyle k\cdot 2^{n}+1} für alle {\displaystyle n\geq 1} eine zusammengesetzte Zahl sein.
Für jede der oben genannten 17 Werte für {\displaystyle k} sucht das Projekt also nach Primzahlen der Form
{\displaystyle k\cdot 2^{1}+1,k\cdot 2^{2}+1,\dotsc ,k\cdot 2^{n}+1,\dotsc }
Es verwendet dabei den Satz von Proth. Wenn ein geeignetes {\displaystyle n} gefunden wurde, hat man eine Prothsche Primzahl gefunden und gleichzeitig vor allem bewiesen, dass {\displaystyle k} keine Sierpiński-Zahl ist. Wenn von allen 17 obigen Zahlen ein {\displaystyle n} gefunden werden konnte, ist der Beweis erbracht, dass 78557 tatsächlich die kleinste Sierpiński-Zahl ist.
Natürlich kann auch sein, dass es für eine oder sogar für mehrere der obigen Zahlen {\displaystyle k} tatsächlich kein {\displaystyle n} existiert, sodass {\displaystyle k\cdot 2^{n}+1} eine Primzahl ist. In diesem Fall würde die Suche nach einer Primzahl natürlich unendlich lang dauern, ohne Aussicht auf Erfolg. Es gibt aber Gründe dafür, dass die Behauptung „78557 ist die kleinste Sierpiński-Zahl“ richtig ist.

## Momentanes Ergebnis der Suche
„Seventeen or Bust“ hat mittlerweile für 12 der 17 übriggebliebenen Zahlen {\displaystyle k} mindestens ein {\displaystyle n} gefunden, das zu einer Primzahl führt.
| k      | n            | Stellen von k•2n+1 | Datum der Entdeckung | Entdecker                   |
| ------ | ------------ | ------------------ | -------------------- | --------------------------- |
| 46.157 | 698.207      | 210.186            | 27. November 2002    | Stephen Gibson              |
| 65.567 | 1.013.803    | 305.190            | 3. Dezember 2002     | James P. Burt               |
| 44.131 | 995.972      | 299.823            | 6. Dezember 2002     | Anonym                      |
| 69.109 | 1.157.446    | 348.431            | 7. Dezember 2002     | Sean DiMichele              |
| 54.767 | 1.337.287    | 402.569            | 22. Dezember 2002    | Peter Coels                 |
| 5.359  | 5.054.502    | 1.521.561          | 6. Dezember 2003     | Randy Sundquist             |
| 28.433 | 7.830.457    | 2.357.207          | 30. Dezember 2004    | Ars Technica Team Prime Rib |
| 27.653 | 9.167.433    | 2.759.677          | 8. Juni 2005         | Derek Gordon                |
| 4.847  | 3.321.063    | 999.744            | 15. Oktober 2005     | Richard Hassler             |
| 19.249 | 13.018.586   | 3.918.990          | 5. Mai 2007          | Konstantin Agafonov         |
| 33.661 | 7.031.232    | 2.116.617          | 17. Oktober 2007     | Sturle Sunde                |
| 10.223 | 31.172.165   | 9.383.761          | 31. Oktober 2016     | Péter Szabolcs              |
| 21.181 | > 36.600.000 | > 11.017.702       | (in Arbeit)          | (in Arbeit)                 |
| 22.699 | > 36.600.000 | > 11.017.702       | (in Arbeit)          | (in Arbeit)                 |
| 24.737 | > 36.600.000 | > 11.017.702       | (in Arbeit)          | (in Arbeit)                 |
| 55.459 | > 36.600.000 | > 11.017.702       | (in Arbeit)          | (in Arbeit)                 |
| 67.607 | > 36.600.000 | > 11.017.702       | (in Arbeit)          | (in Arbeit)                 |

## Prime-Sierpiński-Problem
Die möglicherweise kleinste Sierpiński-Zahl {\displaystyle k=78557=17\cdot 4621} ist eine zusammengesetzte Zahl.
1976 bewies Nathan Mendelsohn (1917–2006), dass die Primzahl {\displaystyle k=271129} ebenfalls eine Sierpiński-Zahl ist. Dies ist die momentan zweitkleinste bekannte Sierpiński-Zahl und die kleinste bekannte prime Sierpiński-Zahl.
Das Prime-Sierpiński-Problem beschäftigt sich damit, ob {\displaystyle k=271129} tatsächlich die kleinste prime Sierpiński-Zahl ist. Um dies zu überprüfen, müssen die folgenden 9 Primzahlen überprüft werden (wobei die ersten zwei Zahlen schon in obigem Problem auftauchen) (Stand: 31. Dezember 2019):
k = 22699, 67607,  79309, 79817, 152267, 156511, 222113, 225931, 237019
Das Internet-Projekt „Prime Sierpinski Project“ beschäftigt sich seit dem 1. Januar 2004 mit dieser Frage.

## Erweitertes Sierpiński-Problem
Das erweiterte Sierpiński-Problem beschäftigt sich damit, ob {\displaystyle k=271129} tatsächlich die zweitkleinste Sierpiński-Zahl ist. Um dies zu überprüfen, müssen neben den 9 oben genannten Primzahlen noch zusätzlich die folgenden 11 zusammengesetzten Zahlen überprüft werden (wobei die ersten drei Zahlen schon im ursprünglichen Problem auftauchen) (Stand: 7. März 2022):
k = 21181, 24737, 55459, 91549, 131179, 163187, 200749, 209611, 227723, 229673, 238411

## Trivia
- Die On-Line Encyclopedia of Integer Sequences listet Colbert Numbers als die Zahlenfolge der Primzahlen, die durch das Projekt Seventeen or Bust gefunden wurden und über eine Million Stellen haben.[12] Die Zahlen wurden so benannt, um Stephen Colbert zu ehren.[13]